# Мало, Гектор
Гектор Мало (Эктор-Анри Мало, фр. Hector Henri Malot; 20 мая 1830, Ла-Буй, департамент Нижняя Сена, Франция — 17 или 18 июля 1907, Фонтене-су-Буа, департамент Сена, Франция) — французский писатель, литературный критик.

## Биография
Сын нотариуса. Получил юридическое образование. Начал литературную деятельность журнальными очерками и заметками: Мало с большим успехом вёл литературный фельетон в L'Opinion nationale, пропагандировал там же физический труд и английскую систему воспитания; эти же взгляды он изложил в своей книге «Современная жизнь в Англии» (La Vie moderne en Angleterre). Печатался с 1859 года. Первые романы «Любовники» (Les Amants), «Муж» (Les Époux) и «Дети» (Les Enfants), составившие вместе трилогию «Жертвы любви» (Victimes d’amour), сразу сделали Мало популярным. Среди романов Мало особенно известны написанные для подростков и переведённые на многие языки романы: «Ромен Кальбри» (1869), «Без семьи» (1878) и «В семье» (1893). Два последних премированы Французской академией. Их герои привлекают живостью, смелостью и добротой, жизнь французских бедняков показана достоверно, сюжеты увлекательны. Повесть «Без семьи» сделалась во Франции классической детской книгой, по которой в школах изучают родной язык.
В этой самой известной и популярной повести Гектора Мало существует постоянный образ дороги, дороги жизни, дороги обретения семьи. На этой дороге проходят этапы жизни мальчика Реми: учение, взросление, набирание опыта, выживание и наконец обретение семьи.
Наиболее популярные произведения:
- трилогия «Жертвы любви» (Victimes d'amour, 1859—1866)
- «Любовные похождения Жака» (Les Amours de Jacques, 1860)
- «Ромен Кальбри» (Romain Kalbris, 1869)
- «Свояк» (Un beau-frère, 1869)
- «Выгодная сделка» (Une bonne affaire, 1870)
- «Свадьба во Второй империи» (Un mariage sous le Second Empire, 1873)
- «Кара» (Cara, 1878)
- «Без семьи» (Sans famille, 1878)
- «Доктор Клод» (Le Docteur Claude, 1879)
- «Обольщение» (Séduction, 1881)
- «Мирской» (Mondaine, 1888)
- «Правосудие» (Justice, 1889)
- «Свадьбы богатых» (Mariage riche, 1889)
- «Мать» (Mère, 1890)
- «В семье» (En famille, 1893)

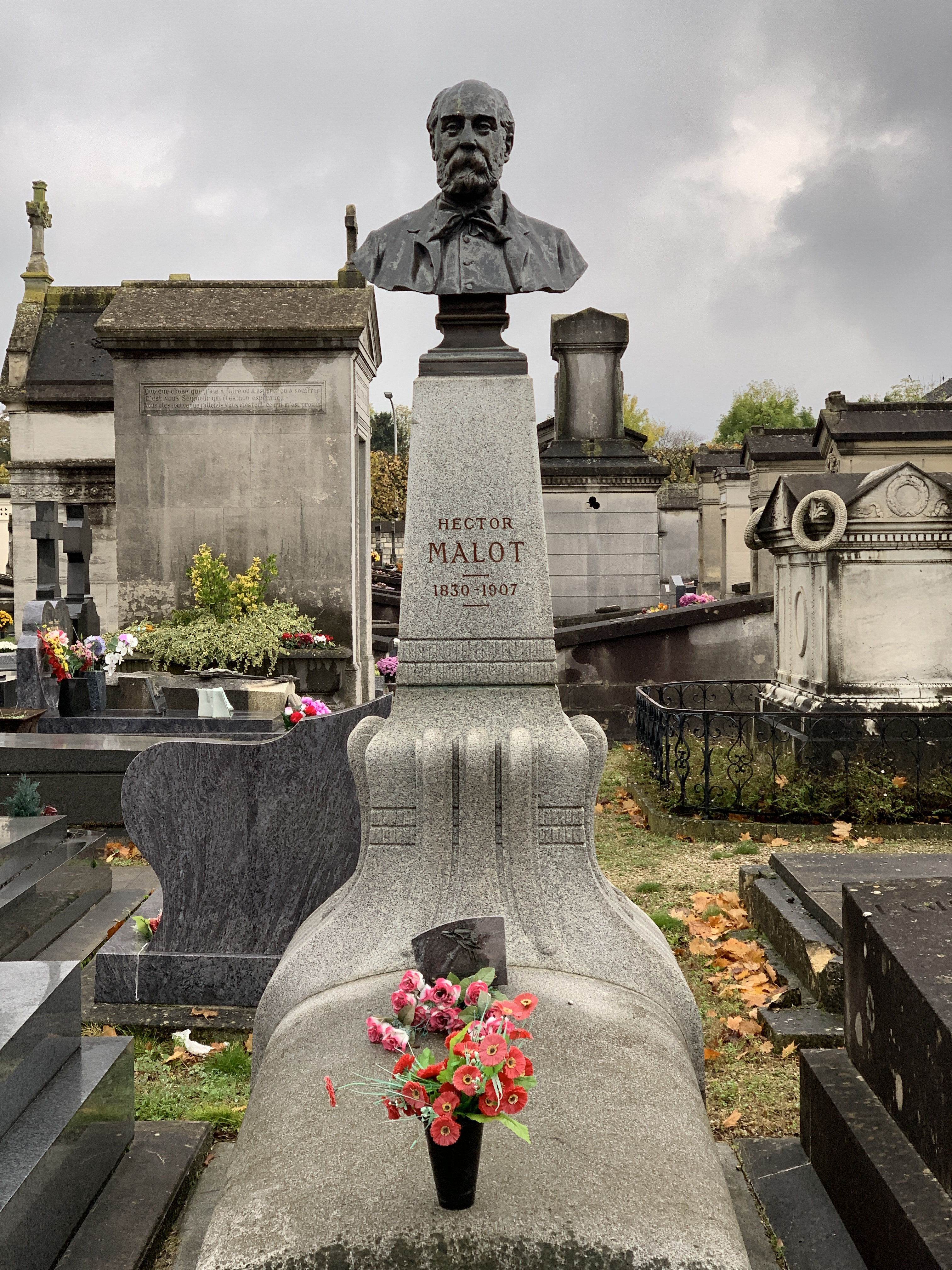
Могила Г. Мало в Фонтене-су-Буа.

Мало — крупный реалистический талант, примыкающий к школе Оноре де Бальзака. Его картины жизни напоминают скорее всего фотографические портреты во весь рост; но так как он умеет выбирать драматические сюжеты, то в его протоколировании житейских деталей всегда много интересного. Ему недостает истинно артистического темперамента, вследствие чего тонкие психологические темы получают в его романах внешний, мелодраматический характер, как, например, в одном из его самых известных романов — «Правосудие». Многие из романов Мало были прижизненно переведены на русский язык.

## Дореволюционные издания романа «Без семьи» на русском языке
с библиотечными шифрами Российской государственной библиотеки (город Москва)
Озаглавленные как «Без семьи»:
1. перераб. Вл. Суходольский (Одесса: Светоч, 1927) U 219/195
2. перевод в сокращ. О. Н. Поповой (СПб.: О. Н. Попова, 1904) Т 5/66
3. перевод С. Иванчиной-Писаревой (СПб.: журнал «Нашим детям», «Копейка», 1911) Т 1/839 (этот перевод сброшюрован в два выпуска — № 7 и № 9)
4. перевод А. Н. Рождественской (СПб.—М.: М. О. Вольф, 1910) U 61/318
5. перевод в сокращ. А. Круковского (СПб.: Вольф, Пороховщиков; 1897) А 245/268
6. переделан С. Брагинской (СПб.: тип. Дома призр. малол. бедных, 1901) М 36/360

Озаглавленный как «Безродный»:
7. составлен А. К. Розельон-Сошальской (СПб.: Стасюлевич, 1892) А 171/760
Озаглавленный как «Приключения Рене Мелигана»
8. переводчик не указан (М.: Сытин, 1891, 1899) А 162/513 (полный комплект иллюстраций Эмиля Байяра; самый приличный из всех дореволюционных переводов)

## Экранизации
- Без семьи (фильм, 1913, Франция)
- Без семьи (фильм, 1925, Франция)
- Без семьи (фильм, 1934, Франция)
- Без семьи (фильм 1958, Франция)
- Без семьи (сериал, 1981, Франция)
- Без семьи (фильм, 1984, СССР)
- Без семьи (мультфильм, 1970, Япония)
- Бездомный мальчик Реми (мультсериал, 1977, Япония)
- Бездомная девочка Реми (мультфильм, 1996, Япония)
- История Перрин (мультфильм, 1978, Япония)
- Без семьи (фильм, 2000, Чехия, Франция, Германия)
- Приключения Реми (фильм, 2018, Франция)